# Архангеловська сільська рада
Арха́нгеловська сільська рада (рос. Архангеловский сельский совет) — сільське поселення у складі Оренбурзького району Оренбурзької області Росії.
Адміністративний центр — село Архангеловка.

## Населення
Населення — 707 осіб (2019; 704 в 2010, 729 у 2002).

## Склад
До складу сільської ради входять:
| Населений пункт     | Населення, осіб (2002) | Населення, осіб (2010) |
| ------------------- | ---------------------- | ---------------------- |
| Архангеловка, село  | 612                    | 588                    |
| Воскресеновка, село | 117                    | 116                    |